# Phaedrotoma
Phaedrotoma är ett släkte av steklar som beskrevs av Förster 1862. Phaedrotoma ingår i familjen bracksteklar.

## Bildgalleri

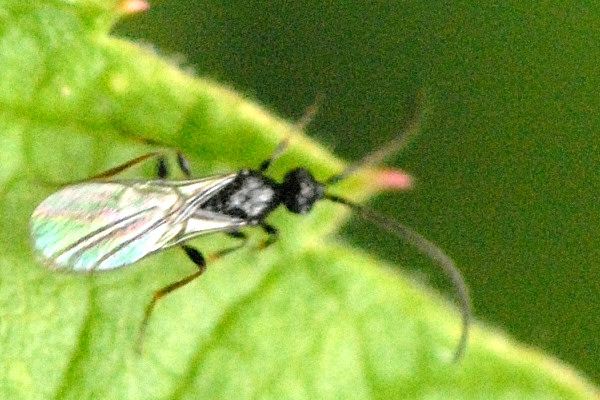

## Dottertaxa tillPhaedrotoma, i alfabetisk ordning[1][2]
- Phaedrotoma alconana
- Phaedrotoma alternantherae
- Phaedrotoma angiclypealis
- Phaedrotoma artericus
- Phaedrotoma atomarius
- Phaedrotoma atomica
- Phaedrotoma atomosa
- Phaedrotoma australicola
- Phaedrotoma baezodedicata
- Phaedrotoma basiventris
- Phaedrotoma benignus
- Phaedrotoma bigdeltana
- Phaedrotoma biroi
- Phaedrotoma biroica
- Phaedrotoma brachyura
- Phaedrotoma brevimarginalis
- Phaedrotoma brunnipes
- Phaedrotoma chasanica
- Phaedrotoma circur
- Phaedrotoma cisbaikalica
- Phaedrotoma complicans
- Phaedrotoma curtinotum
- Phaedrotoma dembelana
- Phaedrotoma denticlypealis
- Phaedrotoma depeculator
- Phaedrotoma diacriticus
- Phaedrotoma diversa
- Phaedrotoma diversiformis
- Phaedrotoma dudichi
- Phaedrotoma ebriops
- Phaedrotoma efluxa
- Phaedrotoma eunomia
- Phaedrotoma exigua
- Phaedrotoma exserta
- Phaedrotoma fictus
- Phaedrotoma fiduciaria
- Phaedrotoma fissilis
- Phaedrotoma fixa
- Phaedrotoma gafsaensis
- Phaedrotoma glabroplasticus
- Phaedrotoma golbachi
- Phaedrotoma gregnar
- Phaedrotoma holorubrus
- Phaedrotoma horcomollensis
- Phaedrotoma insularis
- Phaedrotoma kangarooensis
- Phaedrotoma katoi
- Phaedrotoma kovalevi
- Phaedrotoma laesa
- Phaedrotoma laetabilis
- Phaedrotoma laetabunda
- Phaedrotoma laetifica
- Phaedrotoma laplatana
- Phaedrotoma lasis
- Phaedrotoma latita
- Phaedrotoma latitergit
- Phaedrotoma leclyta
- Phaedrotoma lissotergum
- Phaedrotoma luteoclypealis
- Phaedrotoma luteopleuris
- Phaedrotoma magdalenae
- Phaedrotoma megaera
- Phaedrotoma megaura
- Phaedrotoma melpomene
- Phaedrotoma mesoclypealis
- Phaedrotoma mirabunda
- Phaedrotoma monticola
- Phaedrotoma mujenjanica
- Phaedrotoma neosoma
- Phaedrotoma noclya
- Phaedrotoma noguesensis
- Phaedrotoma oeconomica
- Phaedrotoma oleracei
- Phaedrotoma peculiaris
- Phaedrotoma penthea
- Phaedrotoma phaseoli
- Phaedrotoma phoenicensis
- Phaedrotoma platensis
- Phaedrotoma portarthurensis
- Phaedrotoma porterodedicata
- Phaedrotoma postremus
- Phaedrotoma pseudonitida
- Phaedrotoma puertocisnensis
- Phaedrotoma pulchriventris
- Phaedrotoma pylades
- Phaedrotoma pyrosoma
- Phaedrotoma raphaeli
- Phaedrotoma recondes
- Phaedrotoma remnus
- Phaedrotoma renerrens
- Phaedrotoma reptantis
- Phaedrotoma ribeiroensis
- Phaedrotoma riocalaoensis
- Phaedrotoma rufimarginata
- Phaedrotoma sanensis
- Phaedrotoma scabriventris
- Phaedrotoma scaptomyzae
- Phaedrotoma sedanca
- Phaedrotoma seiunctus
- Phaedrotoma simplicornis
- Phaedrotoma sinecostulis
- Phaedrotoma smarti
- Phaedrotoma solanivorae
- Phaedrotoma spurca
- Phaedrotoma superlativa
- Phaedrotoma suturalis
- Phaedrotoma tacita
- Phaedrotoma testaceipes
- Phaedrotoma thoracotuberculata
- Phaedrotoma travancorensis
- Phaedrotoma trimaculata
- Phaedrotoma turneri
- Phaedrotoma umlalaziensis
- Phaedrotoma urania
- Phaedrotoma variegata
- Phaedrotoma zomborii
- Phaedrotoma zurucuchuensis